# Sense of Direction
Sense of Direction es el sexto álbum de estudio (séptimo en general) de la banda estadounidense Climax Blues Band, publicado en mayo de 1974 a través de Sire Records.

## Recepción de la crítica
Un escritor no especificado de la revista Billboard escribió: “Este LP está repleto de buen material, sin mencionar una actuación muy conjunta por parte del grupo. Las voces y los arreglos musicales se mezclan bien, y el resultado general proporciona a la banda otra credencial como una de las mejores del mercado”. Un escritor no especificado de la revista Cash Box declaró: “Verdaderamente una de las mejores bandas de la escena actual, Climax lo ha vuelto a juntar todo”.

## Lista de canciones
Todas las canciones escritas y compuestas por Climax Blues Band.
Lado uno
1. «Amerita/Sense of Direction» – 6:05
2. «Losin' the Humbles» – 2:38
3. «Shopping Bag People» – 4:03
4. «Nogales» – 4:09

Lado dos
1. «Reaching Out» – 5:16
2. «Right Now» – 6:33
3. «Before You Reach the Grave» – 3:15
4. «Milwaukee Truckin' Blues (Chipper's Song)» – 1:50

## Créditos y personal
Créditos adaptados desde las notas de álbum de Sense of Direction.
Climax Blues Band
- Colin Cooper – saxofón alto y tenor, clarinete, guitarra rítmica, voces
- Peter Haycock – guitarra líder, slide guitar, guitarra de doce cuerdas, voces
- Derek Holt – bajo eléctrico, guitarra rítmica, piano Rhodes
- John Cuffley – batería, percusión

Personal técnico
- Richard Gottehrer – productor
- Jeffrey Lesser – ingeniero de audio
- Ron Saint Germain – ingeniero asistente
- Robert Ludwig – masterización
- Pacific Eye & Ear – diseño
- Wendi Lombardi – fotografía
- Storm Thorgerson – fotografía

## Posicionamiento
| Gráfica (1974)                            | Pico de posición |
| ----------------------------------------- | ---------------- |
| Canadá (RPM Top Albums)                   | 33               |
| Estados Unidos (Billboard Top LPs & Tape) | 37               |